# Роготновский сельсовет
Роготновский сельсовет — упразднённая административная единица на территории Дятловского района Гродненской области Республики Беларусь.

## История
Решением Гродненского областного Совета депутатов от 28 августа 2013 года № 251 "О некоторых вопросах административно-территориального устройства Дятловского района Гродненской области" Роготновский сельсовет упразднён.
Населённые пункты упразднённого Роготновского сельсовета — аг. Роготно, д. Борки, д. Дудичи, д. Жиковичи, д. Ивезь, д. Новоселки, д. Петруки, д. Пузовичи, д. Санники, д. Семеновичи, д. Совоздяки, д. Яхновщина включены в состав Дворецкого сельсовета.

## Состав
Роготновский сельсовет включает 19 населённых пунктов:
- Великие Шестаки — деревня.
- Борки — деревня.
- Горка — деревня.
- Довгяловичи — деревня.
- Дудичи — деревня.
- Жиковичи — деревня.
- Заречье — деревня.
- Ивезь — деревня.
- Ледины — деревня.
- Новоселки — деревня.
- Петруки — деревня.
- Пузовичи — деревня.
- Роготно — агрогородок.
- Санники — деревня.
- Семеновичи — деревня.
- Совоздяки — деревня.
- Спасюки — деревня.
- Студеровщина — деревня.
- Яхновщина — деревня.